# Десантные катера типа Дайхацу
Десантные катера типа «Дайхацу» (яп. 大発, аббревиатура oт 大発動艇, обозначает «большая моторная лодка») — серия японских десантных катеров. Строились в период с 1935 по 1945 год для японских армии и флота под обозначениями и названиями, соответственно, LB-D и «Дайхацу».

## Назначение

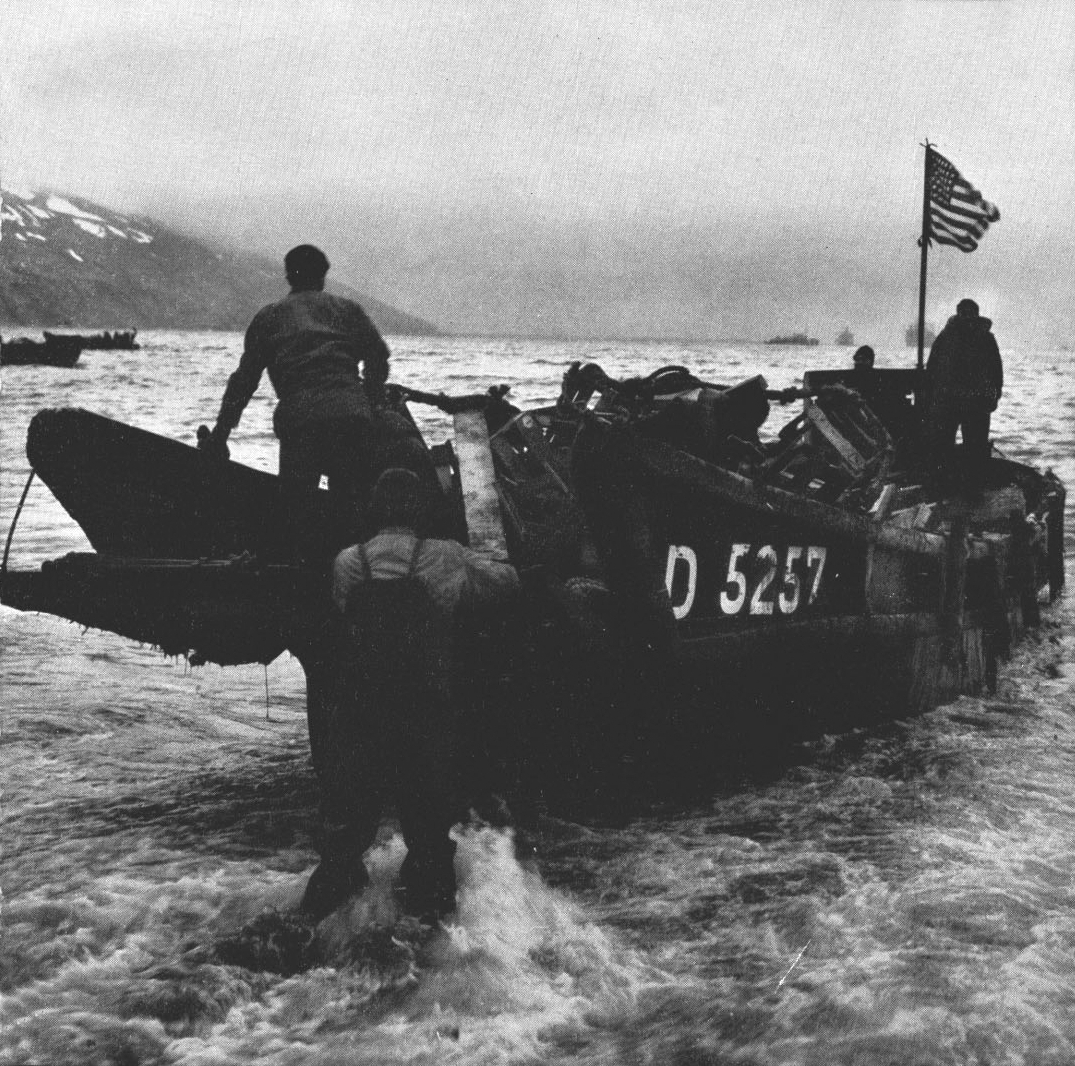
Захваченный Дайхатцу. Май 1943

Десантные катера этого типа использовались как самостоятельно, так и для выгрузки десанта и техники с десантного корабля Синсю Мару; десантных судов-авианосцев армии типа Акицу Maру и Кумано Мару; десантных транспортов типов Mайсан Мару, Kибитсу Мару, десантного транспорта Taкатсу Maру и десантных кораблей типа Т-1.

## Характеристики

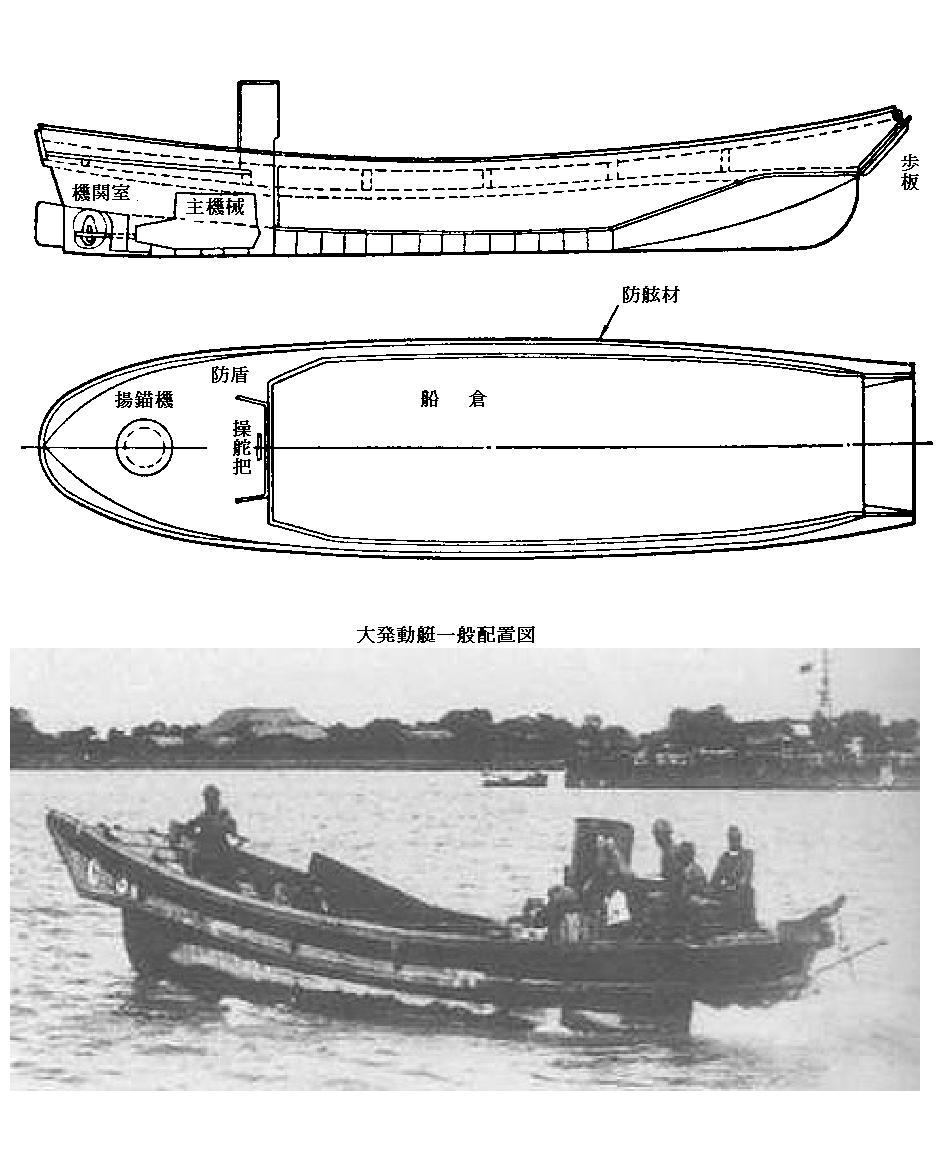
Виды десантного катера Дайхацу

Тип Дайхацу — 3229 единиц, строились с 1935 года до конца войны.
Водоизмещение — 9—9,5 т пустого и 20—21 т с грузом;
Длина — 14,6 м;
Ширина — 3,4 м;
Осадка — 0,8 м;
Двигатели — 1 дизель или 1—2 бензиновых, 40—150 л. с.;
Скорость — 7,5—9 узлов;
Дальность плавания — 50—100 миль при скорости 8 узлов;
Экипаж — 12 человек;
Вооружение — 2 пулемёта или 2—3 25-мм зенитных автоматических пушки Тип 96;
Десант — 70 человек или 1 танк Ха-Го или 12 тонн груза;
Некоторое количество катеров использовали как патрульные и вооружали 2 25-мм пушками и 4 глубинными бомбами или 1 13,2-мм пулемётом и 2 533-мм торпедными аппаратами.

## Применение
Катера типа Дайхацу в конце 1937 — 1942 году японцы применяли для высадки десантов в Китае и на острова Тихого океана. Первый японский специальный корабль для высадки десанта Синсю-мару с 1935 года нёс 29 таких катеров и мог спускать их на воду по дорожкам с роликами. Также по 20 Дайхацу могли нести эскортные авианосцы — десантные транспорты Акицу-мару и Нигицу-мару. 12 Дайхацу нёс эскортный авианосец — десантный транспорт Кумано-мару. По 4 Дайхацу нёс 21 быстроходный десантный транспорт типа Т-1, которые также могли спускать катера на воду по роликовым скатам. Также по нескольку Дайхацу могли нести японские грузовые транспорты, крейсера и авиатранспорты, которые с 1942 года, в основном, занимались снабжением японских островных гарнизонов, которые испытывали недостаток боеприпасов и, даже, продовольствия, тем более, что Дайхацу были примерно равны по размерам большим судовым катерам и без груза примерно равны им по массе и могли спускаться корабельными кранами, хотя некоторое количество катеров Дайхацу было довооружено 2 25-мм автоматическими пушками и 4 глубинными бомбами или 1 13,2-мм пулемётом и 2 533-мм торпедными аппаратами и использовалось против подводных лодок и надводных кораблей союзников, видимо, когда японцы начали испытывать недостаток в противолодочных и торпедных катерах для противодействия превосходящим силам американского флота.